# Roukovaara
Roukovaara är en kulle i Finland.   Den ligger i den ekonomiska regionen  Fjäll-Lappland  och landskapet Lappland, i den norra delen av landet, 800 km norr om huvudstaden Helsingfors. Toppen på Roukovaara är 281 meter över havet.
Terrängen runt Roukovaara är huvudsakligen platt.  Trakten runt Roukovaara är nära nog obefolkad, med mindre än två invånare per kvadratkilometer.